# Lars Hertervig
Lars Hertervig (Tysvær, 1830 – Stavanger, 1902) è stato un pittore norvegese.
Nato in una famiglia povera si distinse come pittore e quindi inviato in Germania a studiare nell'accademia di Düsseldorf; ipersensibile si innamorò della figlia della padrona di casa; alcuni studenti gli organizzarono uno scherzo facendogli credere di aver organizzato un incontro con la sua amata, incontro al quale trovò soltanto gli studenti che lo schernivano; fu colpito da una seria malattia mentale nel 1854 ed internato nel manicomio di Gaustad nel 1856.
Durante la sua lunga permanenza al manicomio dipinse innumerevoli paesaggi di gusto fantastico.

## Nella cultura popolare
Nel 1987, Odd Kvaal Pedersen scrisse Narren and His Master, un documentario su Lars Hertervig.
Nel 1995 Paal-Helge Haugen scrisse Hertervig: An Opera.
Lo scrittore norvegese Jon Fosse, Premio Nobel per la Letteratura 2023, rese omaggio a Hertervig con il suo romanzo del 1995 Melancholia I, seguito nel 1996 da Melancholia II. Fosse scrisse anche il libretto per Melancholia, un adattamento operistico di Georg Friedrich Haas, che debuttò all'Opéra Garnier di Parigi il 9 giugno 2008, con regia di Stanislas Nordey e costumi di Raoul Fernandez.